# Josef Schneider (veslač)
Josef Schneider, švicarski veslač, * 1891, † 1966. 
Schneider je za Švico nastopil na Poletnih olimpijskih igrah 1924 v Parizu, kjer je v enojcu osvojil bronasto medaljo.